# مزهولزی (ناحیه فورمر دوماژلیتسه)
مزهولزی (به چکی: Mezholezy) یک منطقهٔ مسکونی در جمهوری چک است که در ناحیه دوماژلیتسه واقع شده‌است. مزهولزی ۳٫۷۲ کیلومتر مربع مساحت و ۹۷ نفر جمعیت دارد و ۵۳۲ متر بالاتر از سطح دریا واقع شده‌است.